# Gonomyia (Gonomyia) bibarbata
Gonomyia (Gonomyia) bibarbata is een tweevleugelige uit de familie steltmuggen (Limoniidae). De soort komt voor in het Oriëntaals gebied.
De wetenschappelijke naam voor de soort werd voor het eerst gepubliceerd in 1935 door Charles Paul Alexander.